# Миятович, Цвиетин
Цвиетин Миятович (серб. Цвијетин Мијатовић, 8 января 1913, Лопаре, Австро-Венгрия — 15 ноября 1993, Белград, Югославия) — югославский государственный деятель, председатель Президиума СФРЮ (1980—1981), Народный герой Югославии.

## Биография
Родился в бедной семье ремесленника, В 1932 поступил на философский факультет Белградского университета. Активно участвовал в студенческом протестном движении. В 1934 вступил в ряды Коммунистической партии Югославии. В 1935 был арестован, осужден и отправлен в концентрационный лагерь в Вышеграде.
В 1936 стал наставником провинциального комитета Коммунистической партии Сербии, в 1938 был направлен в Боснию с задачей создания новых партийных организаций. После возвращения в 1939 становится членом Белградского комитета КПЮ. В 1940 вновь в Боснии, организует партийные ячейки в регионе Тузла.
После фашистской оккупации Югославии становится активным участником национально-освободительной борьбы, имел прозвище Майо (Majo). В июне 1941 был назначен политическим комиссаром штаба партизанского движения Тузлы. Затем был политическим комиссаром нескольких партизанских отрядов, членом оперативного штаба Восточной Боснии, политработником Шестой ударной бригады Восточной Боснии. В июне 1943 назначен секретарем регионального комитета КПЮ и секретарем и членом Антифашистского Совета национального освобождения Боснии и Герцеговины.
В послевоенное время занимал ряд ответственных государственных и партийных должностей:
- 1945—1958 — министр в правительстве Народной Республики Боснии и Герцеговины,
- 1958—1961 — директор журнала «Коммунист», органа Коммунистической партии Югославии,
- 1961—1965 — посол в Советском Союзе,
- 1965—1969 — председатель Центрального комитета Коммунистической партии Боснии и Герцеговины.

Избирался членом ЦК СКЮ на 5-м, 6-м, 7-м и 8-м съездах СКЮ. С 8-го съезда (1964) был членом исполнительного комитета ЦК СКЮ, а с октября 1966 также был членом Президиума ЦК СКЮ. Был членом исполнительного комитета ЦК Союза коммунистов Боснии и Герцеговины, а в 1965—1969 — его президентом.
Был членом Федерального Совета ФНРЮ, членом ЦК Федеративной Народной Республики Боснии и Герцеговины и членом Совета Федерации. Несколько созывов избирался в Национальное собрание СР Боснии и Герцеговины и Федеральное собрание СФРЮ. Член Президиума СФРЮ с 1974. В 1980—1981 — председатель Президиума СФРЮ.
Умер 15 ноября 1993 года в Белграде. Похоронен на Новом кладбище Белграда на обычном участке, хотя имел место на Аллее народных героев и Аллее заслуженных граждан.

## Семья
Был дважды женат. Первая жена, Сибина (1929—1970), была известной актрисой, в 1970 году погибла в автокатастрофе. От первого брака имел двух дочерей — Мирьяну (1961—1991) и Майю (1961—1991).
Вторая супруга (с 1974 по 1984 год) — актриса Мира Ступица (1923—2016).